# テストセンター
テストセンターは施設の名。

## 概要
試験を行う機関や施設。
就職活動の採用試験を行う場がテストセンターであることがある。SPI3はテストセンターで受験する。会場ではなく試験そのもののことをテストセンターと呼ぶ場合もある。コロナ禍でテストセンターでの受験ができず自宅で受験するようになっている場合がある。
資格試験をテストセンターで受験する場合がある。CBTの試験はテストセンターで受験する。コロナ禍により会場確保や一斉に受験することが困難になり、従来の試験会場ではなくテストセンターで受験するようになった資格がある。